# Christoph Zerbst
Christoph Zerbst (Salzburgo, 16 de diciembre de 1963) es un deportista austríaco que compitió en remo.
Participó en dos Juegos Olímpicos de Verano, obteniendo una medalla de plata en Barcelona 1992, en la prueba de doble scull, y el quinto lugar en Atlanta 1996, en la misma prueba.
Ganó dos medallas en el Campeonato Mundial de Remo, en los años 1989 y 1990.

## Palmarés internacional
| Juegos Olímpicos   | Juegos Olímpicos     | Juegos Olímpicos  | Juegos Olímpicos |
| Año                | Lugar                | Medalla           | Prueba           |
| ------------------ | -------------------- | ----------------- | ---------------- |
| 1992               | Barcelona (España)   | Medalla de plata  | Doble scull      |
| Campeonato Mundial |                      |                   |                  |
| Año                | Lugar                | Medalla           | Prueba           |
| 1989               | Bled (Yugoslavia)    | Medalla de bronce | Doble scull      |
| 1990               | Tasmania (Australia) | Medalla de oro    | Doble scull      |